# زاکاریا آگولتسی
زاکاریا آگولتسی (ارمنی: Զաքարիա Ագուլեցի؛ انگلیسی: Zakaria Aguletsi زادهٔ ۱۶۳۰ - درگذشته حدود ۱۶۹۱)، بازرگان، مکتشف جغرافیایی اهل ارمنستان بود.

## زندگی‌نامه
وی در ۱۶۳۰ در ورین آگولیس، چخور سعد، نخجوان به دنیا آمد . زاکاریا جزئیات یادداشت‌های روزانه مسافرت‌های خویش را در خاورمیانه و ارمنستان یادداشت نموده است. وی در حدود ۱۶۹۱ در سن ۶۱ سالگی در ورین آگولیس درگذشت.